# Veltrusy
Veltrusy (en allemand : Weltrus) est une ville du district de Mělník, dans la région de Bohême-Centrale, en République tchèque. Sa population s'élevait à 2 297 habitants en 2024.

## Géographie
Veltrusy, arrosée par la Vltava, se trouve à 4 km au nord-nord-est de Kralupy nad Vltavou, à 15 km au sud-ouest de Mělník, et à 30 km au nord-est de Prague.
La commune est limitée par Nová Ves au nord-ouest, par Všestudy au nord-est et à l'est, par Zlosyň au sud-est, par Chvatěruby et Kralupy nad Vltavou au sud, et par Nelahozeves à l'ouest.

## Histoire
La première mention écrite de la localité date de 1226.